# Semigalians
Els semigalians o semigal·lians (en letó Zemgaļi), també dits Zemgalians, eren una tribu de la zona del Bàltic, que vivien al territori que actualment és la zona central sud de Letònia i nord de Lituània. Van destacar per la seva gran resistència (1219–1290) contra els croats germànics i els cavallers teutònics durant la Croada del Nord. Els semigalians tenen llaços lingüístics i culturals amb els Samogitians.

## Història

Els semigalians en el context de les altres tribus bàltiques cap a l'any 1200.

Durant l'Era Vikinga, els semigalians estaven implicats en batalles contra els vikings suecs pel control de la ruta comercial dels varangians als grecs. En la Gesta Danorum el cronista danès Saxo Grammaticus va escriure que el viking Starkad va vèncer els curonians, totes les tribus d'Estònia, i els pobles de Semgala.
D'acord amb la Crònica d'Enric de Livònia, els semigalians van formar una aliança amb el bisbe Albert de Riga contra els rebels livonians abans de 1203, i reberen suport militar dels lituans el 1205.
Els semigalians continuaren la seva resistència fins a 1290, i un gran nombre de semigalians emigraren a Lituània i continuaren lluitant contra els germànics.

## Líders destacats
Un líder destacat va ser el duc Viestards (Viesturs). Va unir els clans semigalians en un sol estat a principi del segle xiii. Viestards formà una aliança amb els germànics per tal de vèncer els seus enemics exteriors. Els croats germànics trencaren el tractat i envairen les seves terres, aleshores s'alià amb els lituans i pràcticament va anihilar els germans Livonians de l'Espasa a la batalla de Saule de 1236.
El duc Nameitis (Namejs, Nameisis) va ser un altre líder dels semigalians, uní les tribus semigalianes i lituanes per al contratac dels cavallers teutònics a Riga el 1279 i a Prússia després de 1281.